# السباله

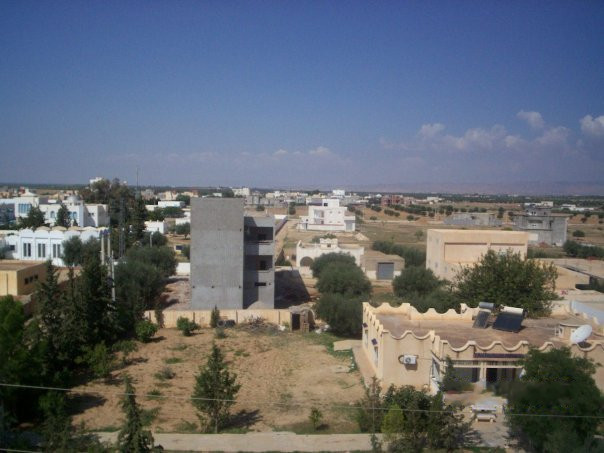
السباله

السباله (به عربی: السبالة) یک منطقهٔ مسکونی در تونس است که در استان سیدی بوزید واقع شده‌است. السباله ۳٬۳۶۷ نفر جمعیت دارد.